# UFC Fight Night: Arlovski vs. Barnett
UFC Fight Night: Arlovski vs. Barnett var en MMA-gala som arrangerades av Ultimate Fighting Championship och ägde rum 3 september 2016 i Hamburg i Tyskland.